# Залоше
Залоше (словен. Zaloše) је насељено место у општини Радовљица, Горењска регија, Словенија.

## Историја
До територијалне реорганизације у Словенији било су у саставу старе општине Радовљица.

## Становништво
У попису становништва из 2011. године, Залоше је имало 84 становника.
| Број становника према пописима | Број становника према пописима | Број становника према пописима |
| ------------------------------ | ------------------------------ | ------------------------------ |
| 1991                           | 2002                           | 2011                           |
| 76                             | 90                             | 84                             |